# Sexred
Sexred o Sexræd (año 626) fue rey de los sajones orientales.
Sexred fue hijo de Saeberto de Essex (d. 616?), primer rey cristiano de los sajones del este. Se negó a aceptar el cristianismo, y cuando sucedió a su padre en 616, reinando conjuntamente con sus dos hermanos, Saeward de Essex y otro, de nombre desconocido, practicó abiertamente el paganismo, permitiéndolo también a sus súbditos.
Cuando él y sus hermanos vieron a Mellitus (m. 624), obispo de Londres, dando la eucaristía a la gente en la iglesia, le dijeron, según se creía en la época de Beda 

¿Por qué no nos ofreces a nosotros el pan blanco que solías dar a nuestro padre Saba, y que todavía das a la gente?

. Mellitus respondió que lo tendrían si se lavaban en la fuente, pero que de lo contrario, no les haría bien. Pero ellos dijeron que no iban a entrar en la fuente, porque no necesitaban lavarse sino refrescarse. El obispo les explicó el asunto frecuentemente e insistió en rechazar su petición. Al fin, se enfurecieron y lo desterraron de su reino. Poco después fueron a luchar contra los Sajones Occidentales, y fueron asesinados, su ejército casi totalmente destruido.
Esta batalla se libró contra Cynegils y Cwichelm de Wessex, que invadieron su territorio con una fuerza más grande que la que pudieron reunir, alrededor de 626. Fueron sucedidos por el hijo de Sæward, Sigeberto el pequeño.